# Tones and I
Tones and I, artiestennaam van Toni Watson (Geelong, 13 mei 1993) is een Australische singer-songwriter.
Haar debuutsingle Johnny Run Away verscheen op 1 maart 2019. Haar volgende nummer was Dance Monkey, dat verscheen op 10 mei 2019. Dat nummer behaalde nummer één in de hitlijsten in Australië, Nieuw-Zeeland, Denemarken, Finland, Ierland, Noorwegen, Zweden, Nederland, België, Duitsland en Zwitserland. The Kids Are Coming was haar debuut-ep; deze verscheen op 30 augustus 2019.

## Discografie
| Album met eventuele hitnotering(en) in de Nederlandse Album Top 100 | Datum van verschijnen | Datum van binnenkomst | Hoogste positie | Aantal weken | Opmerkingen |
| ------------------------------------------------------------------- | --------------------- | --------------------- | --------------- | ------------ | ----------- |
| The Kids Are Coming                                                 | 2019                  | 14 september 2019     | 44              | 10           |             |

| Album met hitnotering(en) in de Vlaamse Ultratop 200 albums | Datum van verschijnen | Datum van binnenkomst | Hoogste positie | Aantal weken | Opmerkingen |
| ----------------------------------------------------------- | --------------------- | --------------------- | --------------- | ------------ | ----------- |
| The Kids Are Coming                                         | 2019                  | 7 september 2019      | 47              | 11           |             |
| Welcome to the Madhouse                                     | 2021                  | 24 juli 2021          | 129             | 1*           |             |

### Singles
| Single met eventuele hitnotering(en) in de Nederlandse Top 40 | Datum van verschijnen | Datum van binnenkomst | Hoogste positie | Aantal weken | Opmerkingen |
| ------------------------------------------------------------- | --------------------- | --------------------- | --------------- | ------------ | ----------- |
| Dance Monkey                                                  | 2019                  | 31 augustus 2019      | 1(15wk)         | 27           | Alarmschijf |
| Never Seen the Rain                                           | 2019                  | 8 februari 2020       | 20              | 13           |             |
| Ur so fxxking cool                                            | 2020                  | 27 juni 2020          | 24              | 7            |             |
| Fly away                                                      | 2020                  | 14 november 2020      | tip11           | -            |             |
| Cloudy day                                                    | 2021                  | 12 juni 2021          | tip28*          |              |             |

| Single met hitnotering(en) in de Vlaamse Ultratop 50 | Datum van verschijnen | Datum van binnenkomst | Hoogste positie | Aantal weken | Opmerkingen                           |
| ---------------------------------------------------- | --------------------- | --------------------- | --------------- | ------------ | ------------------------------------- |
| Dance Monkey                                         | 2019                  | 7 september 2019      | 1(13wk)         | 60           | 5× Platina Nr. 1 in de Radio 2 Top 30 |
| Never Seen the Rain                                  | 2019                  | 8 februari 2020       | 6               | 20           |                                       |

### NPO Radio 2 Top 2000
| Nummer met noteringen in de NPO Radio 2 Top 2000 | '19  | '20  | '21  |
| ------------------------------------------------ | ---- | ---- | ---- |
| Dance Monkey                                     | 1348 | 1149 | 1966 |

1. ↑  Een vetgedrukt getal geeft de hoogste notering aan.
2. ↑  2019 was het eerste jaar met een notering voor dit nummer.
3. ↑  Deze tabel is bijgewerkt tot en met de laatste editie (2024).

- Biblioteca Nacional de Chile: 000197244
- Bibliothèque nationale de France: cb178908895 (data)
- Gemeinsame Normdatei: 1201265673
- International Standard Name Identifier: 0000 0004 7843 9304
- Library of Congress Control Number: no2020138328
- MusicBrainz: 663f33f4-8e5f-4773-93ea-493a1135de9a
- Istituto Centrale per il Catalogo Unico: MILV378666
- Virtual International Authority File: 12157641096738222362
- WorldCat: E39PBJhxqGQ7cP3TTVmTV3WCcP